# Кучерга
Кучерга — деревня в Малмыжском районе Кировской области. Входит в состав Арыкского сельского поселения. 

## География
Находится на левобережье Вятки на расстоянии примерно 11 километров по прямой на восток-северо-восток от районного центра города Малмыж.

## История
В 1926 году учтено дворов 8 и жителей 44, в 1950 30 и 146 соответственно. В 1989 году учтено 43 жителя.

## Население
Постоянное население  составляло 60 человек (татары 85%) в 2002 году, 40 в 2010.